# Sains-lès-Marquion
Sains-lès-Marquion è un comune francese di 343 abitanti situato nel dipartimento del Passo di Calais nella regione dell'Alta Francia.

## Società

### Evoluzione demografica
Abitanti censiti